# Venkata Rao III
Venkata Rao III (Sandur, 10 luglio 1892 – Sandur, 24 luglio 1927) è stato un principe indiano.
Fu Raja di Sandur dalla nascita fino alla morte.

## Biografia
Venkata Rao III nacque il 10 luglio 1892 a Sandur ed alla morte di suo padre Ramachandra Vitthala Rao, il 3 dicembre di quello stesso anno, salì al trono di Sandur, nonostante avesse appena cinque mesi di vita. Data la sua giovane età venne sottoposto ad un consiglio di reggenza guidato da Srimanth Maloji Rao Bala Sahib che amministrò per suo conto lo stato sino al 1913 quando venne dichiarato adulto ed in grado di governare autonomamente.
Prese parte ai Delhi Durbar che si tennero nel 1903 e nel 1911.
Alla sua morte, nel 1927, in mancanza di eredi maschi Venkata Rao ebbe come successore suo cugino Yeshwantrao Ghorpade.